# Bercimuel
Bercimuel é um município da Espanha na província de Segóvia, comunidade autónoma de Castela e Leão, de área 12,27 km² com população de 84 habitantes (2004) e densidade populacional de 6,85 hab./km².

## Demografia
| Variação demográfica do município entre 1991 e 2004 | Variação demográfica do município entre 1991 e 2004 | Variação demográfica do município entre 1991 e 2004 | Variação demográfica do município entre 1991 e 2004 |
| --------------------------------------------------- | --------------------------------------------------- | --------------------------------------------------- | --------------------------------------------------- |
| 1991                                                | 1996                                                | 2001                                                | 2004                                                |
| 81                                                  | 76                                                  | 84                                                  | 84                                                  |